# Tractat d'amistat, bon veïnatge i cooperació entre Espanya i Algèria
El Tractat d'amistat, bon veïnatge i cooperació entre el Regne d'Espanya i la República Algeriana Democràtica i Popular (en castellà: Tratado de amistad, buena vecindad y cooperación entre el Reino de España y la República Argelina Democrática y Popular) és un tractat internacional que regeix el desenvolupament de les relacions bilaterals entre Espanya i Algèria. Fou signat el 8 d'octubre de 2002 a Madrid entre els presidents José María Aznar i Abdelaziz Bouteflika, en representació del govern espanyol i algerià, respectivament.
El tractat està redactat d'acord amb vuit principis rectors: el respecte a la legalitat internacional; la igualtat de tracte sobirà; la no-intervenció en assumptes interns; abstenció de recórrer a l'amenaça o a l'ús de la força; l'arranjament pacífic de controvèrsies; la cooperació per al desenvolupament; el respecte als drets humans i a les llibertats fonamentals de les persones; i el diàleg i la comprensió entre cultures i civilitzacions.

## Història
El text legal entrà en vigor el 30 d'octubre de 2003 i estigué vigent durant gairebé trenta anys fins que, el 8 de juny de 2022, el president algerià Abdelmayid Tebune anuncià la seva suspensió immediata. El motiu de la rescissió del tractat fou el nou posicionament del govern espanyol de Pedro Sánchez respecte al dret a l'autodeterminació del Sàhara Occidental. L'executiu espanyol passà d'una postura de suport a les tesis avalades a escala internacional per Nacions Unides (pla Baker) per a la defensa d'una solució pacífica i democràtica mitjançant un referèndum, a donar suport al model autonomista plantejat pel Marroc i legitimar, d'aquesta forma, l'ocupació marroquina de 1975. El govern algerià expressà el seu rebuig a la «fórmula il·legal i il·legítima» plantejada pel govern marroquí sobre els fonaments d'una política colonial de «fets consumats» i «arguments fal·laços».
Tan bon punt es conegué el trencament de relacions bilaterals entre els dos estats, la Comissió Europea comunicà el seu malestar pel deteriorament de relacions a banda i banda del Mar Mediterrani. Mentre el seu portaveu, Eric Mamer, suplicà a Algèria a «fer marxa enrere» en la suspensió de l'acord, la portaveu d'Afers exteriors, Nabila Massrali, descriví la situació d'«extremadament preocupant» i instà a les parts a trobar «solucions a través del diàleg i la via diplomàtica». Una de les principals preocupacions de la Unió Europea amb relació a la suspensió de l'acord foren les possibles afectacions a l'exportació del gas algerià a Espanya, en un moment de pujada del preu de combustible a conseqüència de la invasió russa d'Ucraïna.